# Milan Blšťák
Milan Blšťák (* 15. října 1957 Praha) je český fotograf.

## Život
Absolvoval ČVUT, obor mikroelektronika. Po studiích se čtyři roky plavil na námořních lodích po celém světě. Po svém návratu se začal intenzivně zajímat o počítače a v této branži pracuje dodnes. S fotografií začal v sedmnácti letech. Původně se zaměřoval zejména na záběry hor, přírody a dětí. Od roku 1997 objevil i svět makrofotografie, který jej zcela uchvátil. Jeho fotografie se pravidelně objevují na výstavách v České republice i zahraničí. V roce 2000 získal 3. místo v prestižní soutěži Czech Press Photo v kategorii „Příroda a životní prostředí“.